# Musée de Voïvodine
Le musée de Voïvodine (en serbe cyrillique : Музеј Војводине ; en serbe latin : Muzej Vojvodine) est un musée situé à Novi Sad, la capitale de la province autonome de Voïvodine, en Serbie. Créé en 1847 à Pest, il présente des collections d'archéologie, d'histoire et d'ethnologie. Le bâtiment principal dans lequel il est installé, 35 rue Dunavska, est inscrit sur la liste des monuments culturels protégés de Serbie (identifiant no SK 2015).

## Historique

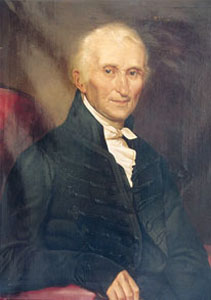
Portrait de par Jovan Popović

La création du musée est liée à l'activité de la Matica srpska, la plus importante institution culturelle serbe de l'empire d'Autriche puis de l'Autriche-Hongrie, créée à Pest en 1826. L'idée du musée apparaît déjà en 1825 dans la Chronique (sr), une revue qui allait devenir la première publication de la Matica srpska, et elle a été concrétisée le 14 octobre 1847, avec la décision d'établir une « Collection du peuple serbe » (en serbe : Srpska narodna zbirka), c'est-à-dire un musée qui « reflèterait la vie de ce peuple dans les toutes les régions où il vit »[citation nécessaire].
La première collection du musée, autour du riche fonds constitué par l'aristocrate Sava Tekelija (sr) a ouvert au public sous le nom de « Musée de la Matica srpska » (en serbe : Muzej Matice srpske) le 9 juin 1933 à Novi Sad ; en plus des collections d'archéologie, d'histoire et d'ethnologie, le musée abritait une importante collection de peinture.
Le 30 mai 1947 a été créé le grand complexe du « Musée de la Voïvodine » (en serbe : Vojvođanski muzej), rassemblant de nombreuses collections d'archéologie, d'ethnologie, d'histoire, d'histoire de l'art ainsi que des collections de zoologie, de botanique, de géologie, de paléontologie et de minéralogie ; le musée avait en plus la charge de superviser techniquement tous les musées de la province autonome de Voïvodine. Il a été installé au no 35 de la rue Dunavska. Plus tard, il a aussi coordonné d'autres institutions comme le Musée du mouvement des travailleurs et de la révolution populaire, le musée de la ville de Novi Sad, l'Institut provincial pour la protection des monuments culturels, l'Institut provincial pour la protection de la nature, le Musée d'art dramatique de Voïvodine et le Musée de l'agriculture de Voïvodine.

## Architecture

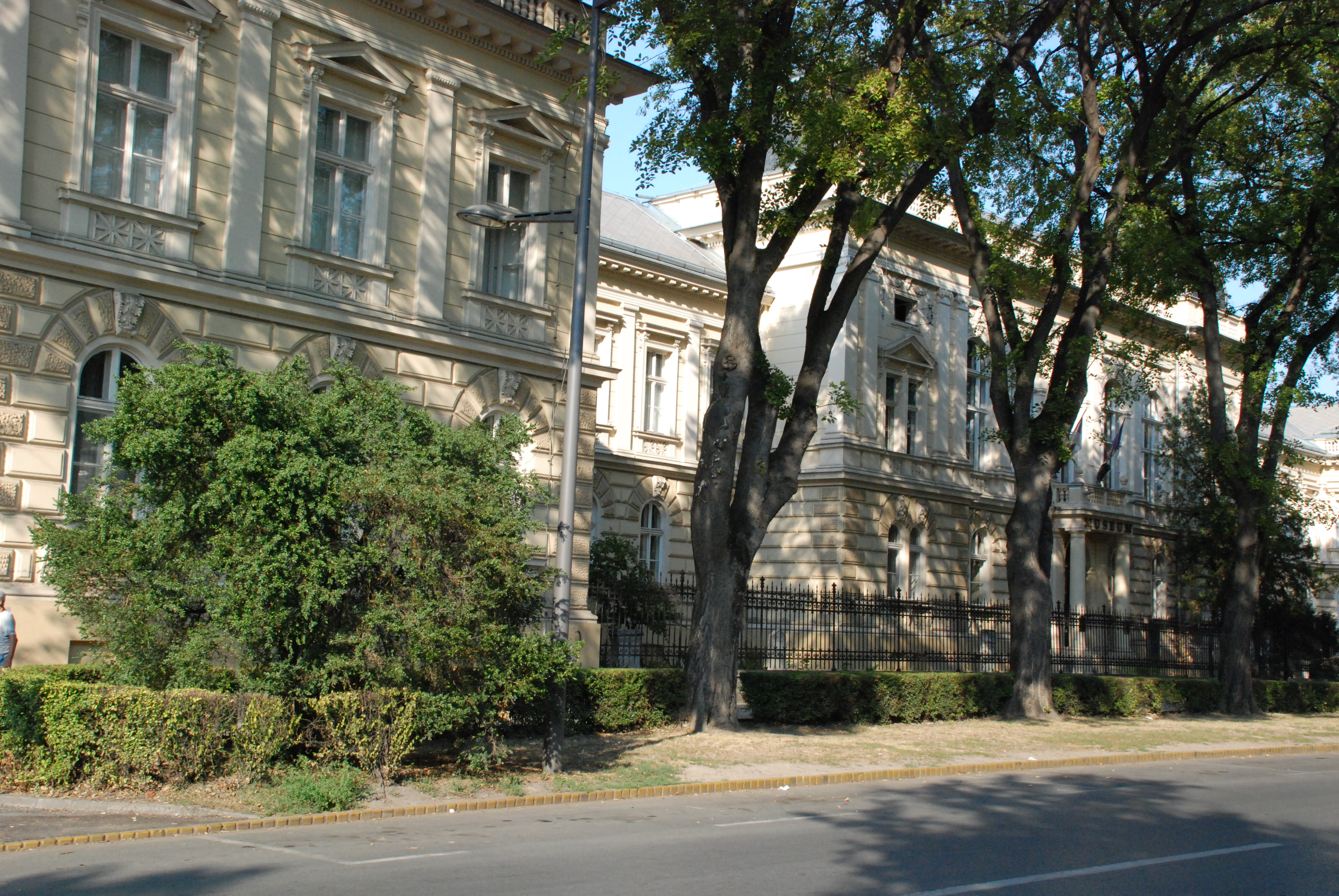
Autre vue de la façade du bâtiment principal

Le bâtiment principal du musée, situé 35 rue Dunavska, a été construit en 1900 sur des plans de l'architecte Gyula Wagner (hu) (1851-1937), originaire de Budapest, et réalisé par Somon János et Imre Kireger, qui ont travaillé sur un grand nombre d'édifices de Novi Sad de cette époque ; il était alors destiné à accueillir le tribunal de district de la ville.
Le bâtiment est caractéristique du style éclectique. La façade principale, qui s'articule symétriquement autour du portail, est rythmée par des avancées et couronnée par un attique surmonté d'une balustrade. Le toit lui-même est dominé par deux dômes. Le portail d'entrée est encadré de colonnes et rythmé par des pilastres ainsi que par la forme et la taille des fenêtres ; il est doté d'une riche décoration plastique, notamment à l'étage.
Le musée partage ce bâtiment avec les Archives de Voïvodine.
Le bâtiment situé au no 37 de la même rue a été construit en 1970 sur des plans de l'architecte Ivan Vitić (en) ; il est caractéristique du style moderne.

## Sites

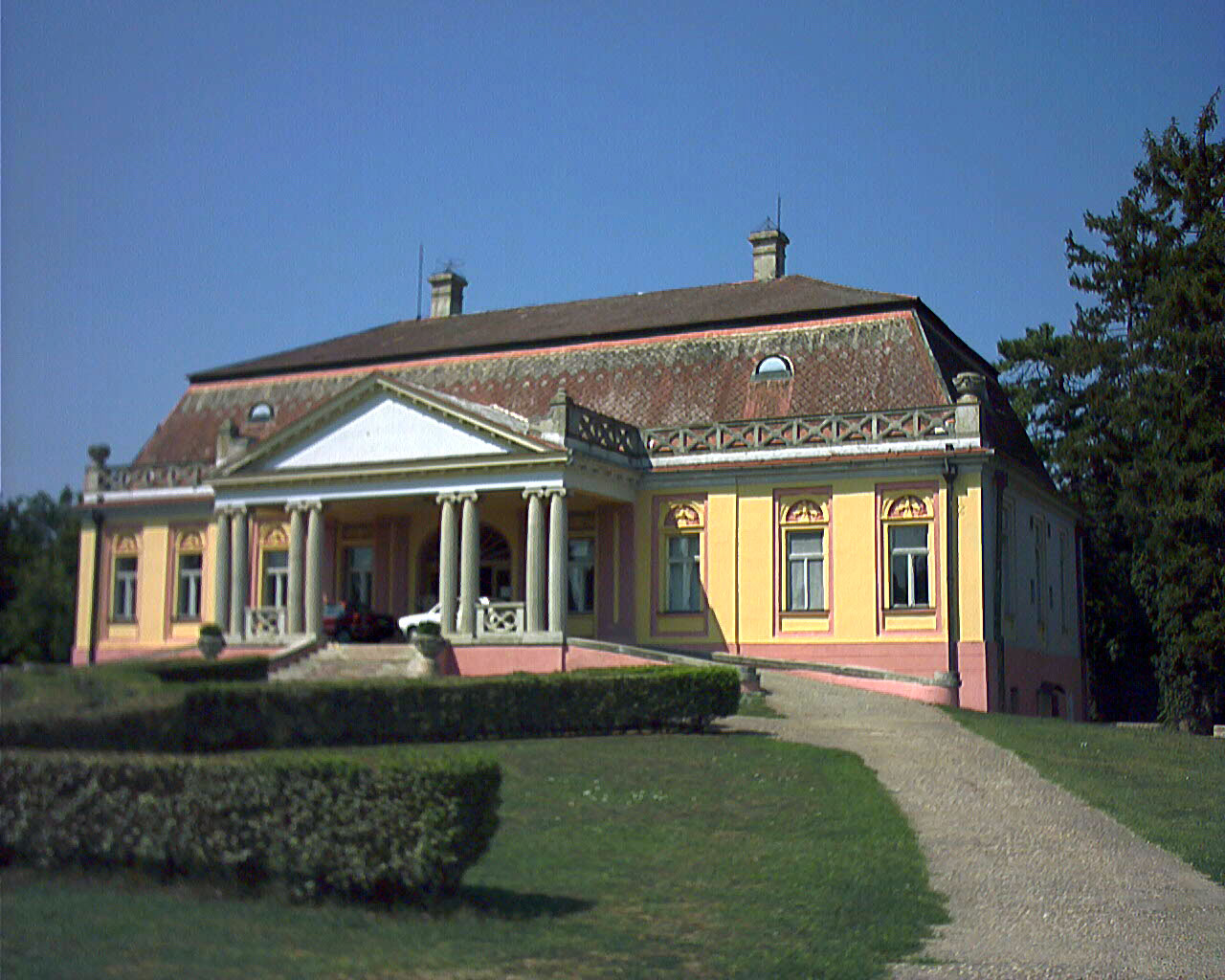
Le grand château à Kulpin

Aujourd'hui, le musée de Voïvodine gère quatre sites :
- le site du 35 rue Dunavska, qui abrite le département d'archéologie, le département d'histoire (du Moyen-Âge à la seconde moitié du XIXe siècle), le département d'ethnologie, ainsi que la reconstitution d'une rue dans une ville au début du XXe siècle[5] ;
- le site du 37 rue Dunavska, consacré à l'histoire de la Voïvodine au XXe siècle[4] ;
- le complexe-musée de Kulpin, qui englobe des bâtiments datant de la seconde moitié du XVIIIe siècle et du début du XIXe siècle, dont deux châteaux construits par la famille Stratimirović et l'église orthodoxe serbe ainsi que l'église évangélique slovaque (1875-1879) et la maison natale du patriarche Georgije Branković (en)[6] ;
- l'ethno-parc Brvnara de Bački Jarak, consacré aux arts et traditions populaires[7].

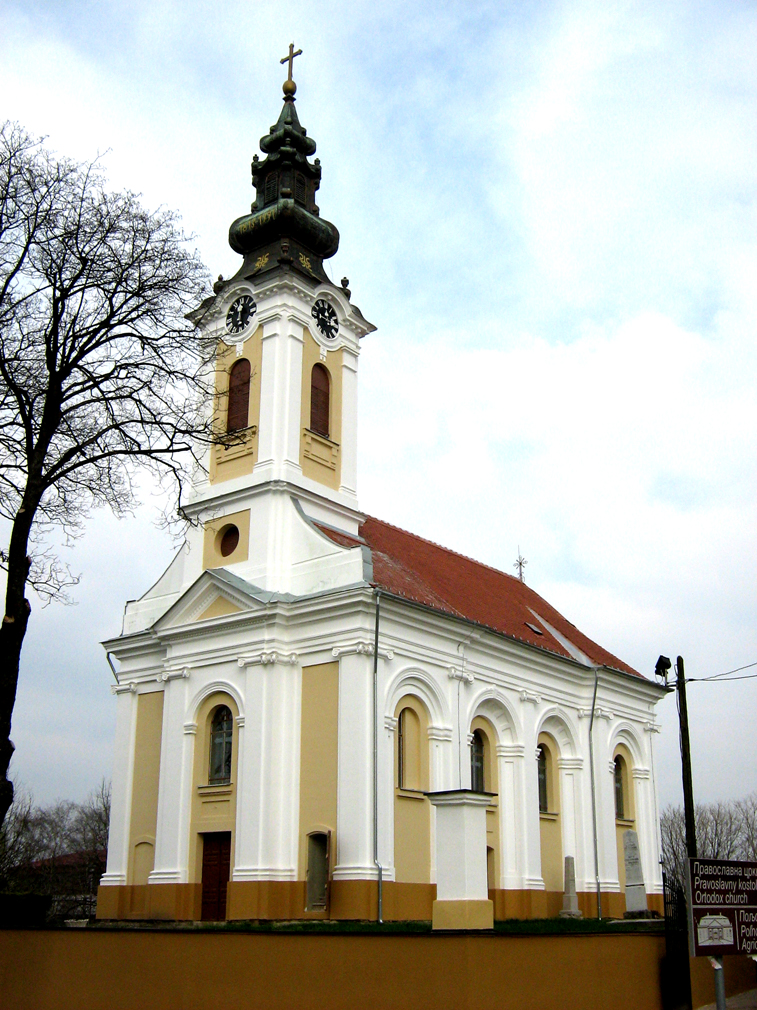
L'église orthodoxe serbe de Kulpin
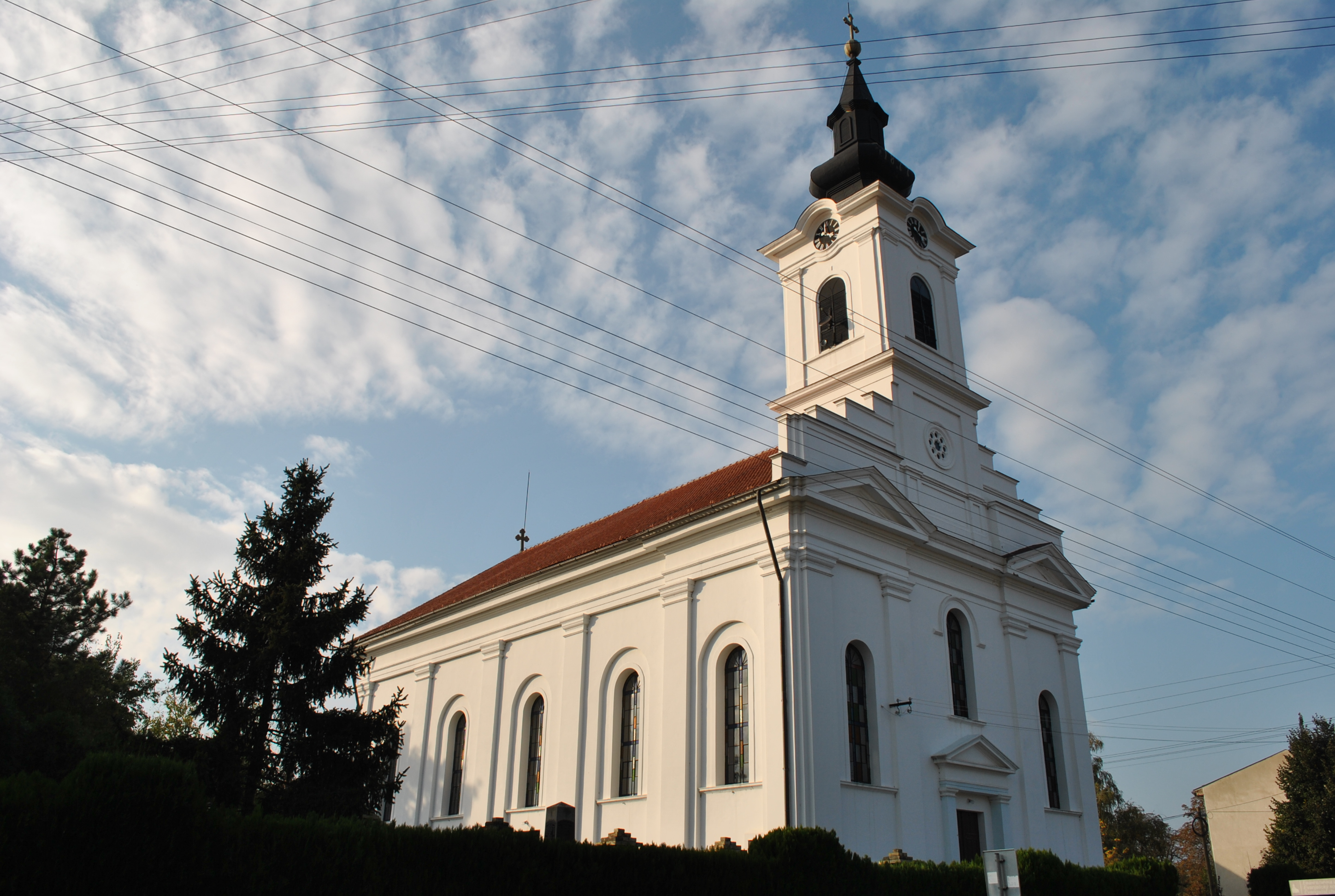
L'église évangélique slovaque de Kulpin

## Départements
Le musée de Voïvodine est divisé en 5 grands départements, eux-mêmes parfois subdivisés en sections : archéologie, histoire, ethnologie, complexe-musée de Kulpin, publication et bibliothèque.

## Collections

### Archéologie

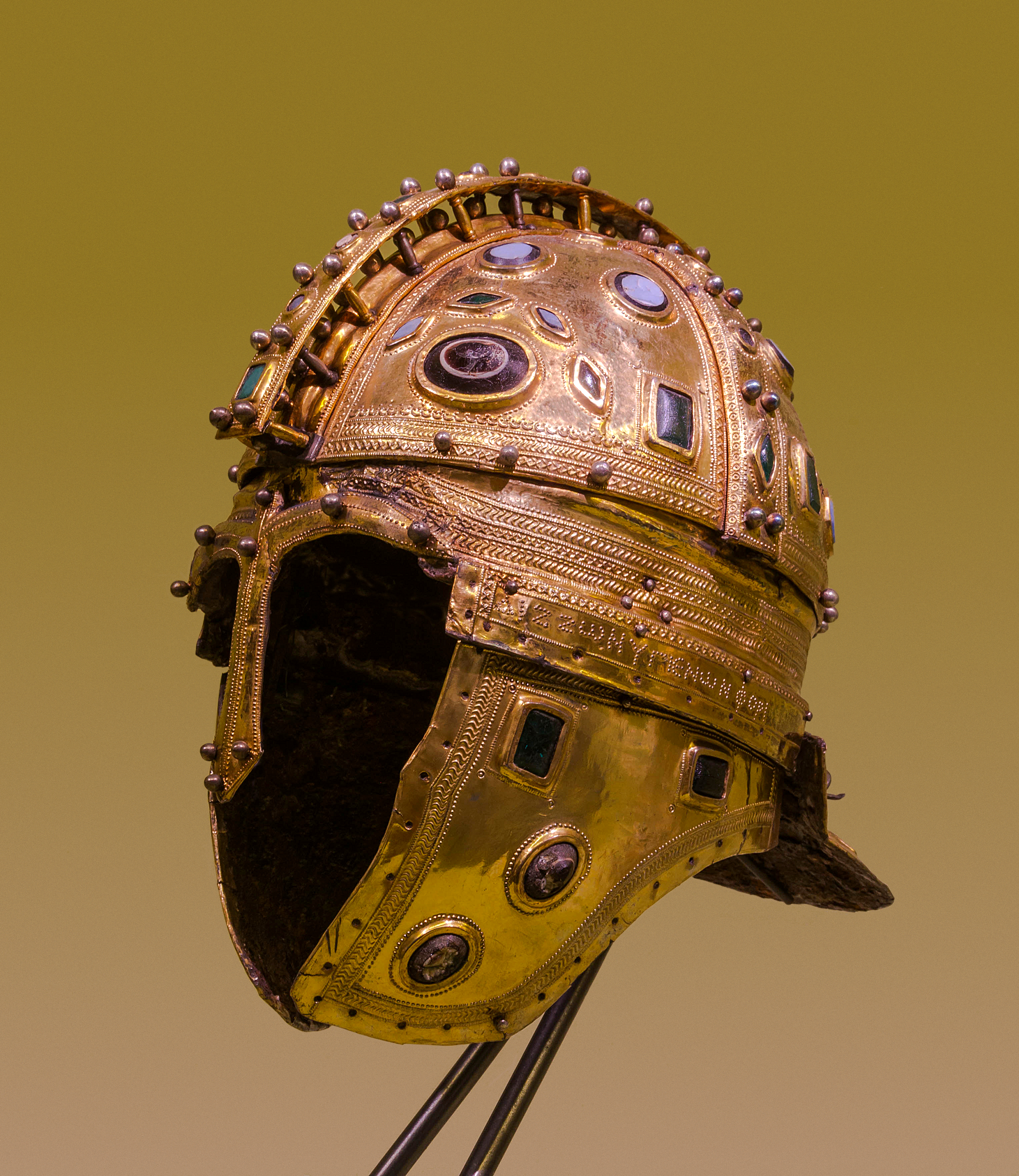
Casque romain en or, IVe siècle

Le département d'archéologie est subdivisé en 4 grandes sections : Préhistoire, Antiquité, numismatique et archéobiologie. La collection permanente est présentée dans trois salles, sur une surface d'environ 700 m2 ; elle couvre une période allant du Paléolithique au début du Moyen Âge.
Pour la Préhistoire, le Néolithique (6000-3200 av. J.-C.), qui correspond à l'installation des premières cultures agricoles en Voïvodine, est la mieux représentée, notamment les cultures de Starčevo, de Vinča, de Potisje et de Lenđel, par des découvertes réalisées à Donja Branjevina près d'Odžaci, Starčevo, Golokut près de Vizić et Gomolava près de Hrtkovci. Une sous-section est plus particulièrement consacrée au site de Gomolava, qui figure sur la liste des sites archéologiques d'importance exceptionnelle de la république de Serbie (identifiant no AN 108), et une autre au site de Feudvar, situé près de Mošorin au bord du plateau de Titel, lui aussi classé comme exceptionnel (AN 123),. D'autres sites sont également présents dans le musée comme celui de Gradina sur le Bosut (AN 122).
L'Antiquité est notamment représentée par deux casques de cérémonie en or du IVe siècle découverts à Berkasovo près de Šid et par les fresques d'une tombe à Beška.

### Histoire

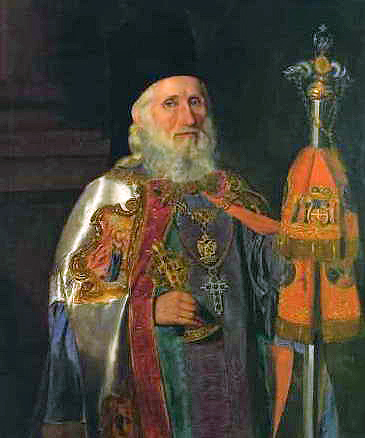
Le patriarche Josif Rajačić

Le musée abrite plusieurs collections historiques : la collection de numismatique, la collection d'éducation physique et des sports, la collection des registres castraux, la collection des beux-arts, la collection d'arts décoratifs et la collection de pédagogie.
On y trouve des armes, des drapeaux, des blasons, des décorations, des médailles, des documents sur l'économie de la Voïvodine, sur les personnalités et les partis politiques, sur les familles royales, les personnages célèbres, notamment dans le domaine de la culture, ainsi que des documents sur le clergé, la vie spirituelle et les monastères de la Fruška gora, sur la révolution de 1848-1849 et la Première Guerre mondiale ; parmi ces documents figurent des cartes postales et des photographies et des legs comme ceux de Jovan Nikić, de Đorđe Krasojević, du patriarche Josif Rajačić et de Jovan Erdeljanović.
Les collections du 37 rue Dunavska, consacrées à l'histoire de la Voïvodine au XXe siècle, présentent des documents liés à l'union de la province à la Serbie et à la création du royaume des Serbes, Croates et Slovènes sous la direction de la dynastie des Karađorđević en 1918, sur le développement économique de la région dans l'entre-deux-guerres, sur la lutte anti-fasciste entre 1941 et 1945 et sur le rôle de l'Armée rouge dans la libération de la Voïvodine et de la Yougoslavie.

### Ethnologie
Le département d'ethnologie est subdivisé en 6 sections : la collection d'architecture et de mobilier populaire de l'l'ethno-parc Brvnara, la collection d'agriculture traditionnelle, la collection de vêtements et d'accessoires populaires, la collection de textiles d'intérieur, la collection de témoignages écrits et audio-visuels et la collection d'artisanat, la collection de vie sociale et de culture spirituelle et la collection de poterie et d'artisanat familial.

## Manifestations

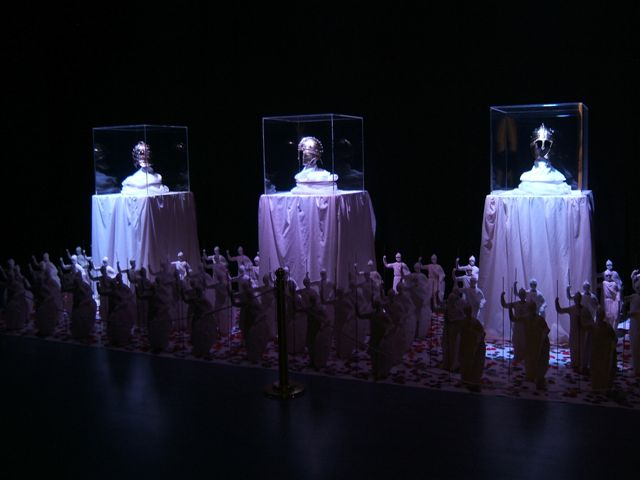
Les casques antiques dans le cadre de la Nuit européenne des musées en 2009

Le musée de Voïvodine organise un festival masqué, qui a lieu en février-mars, et participe à la Nuit européenne des musées.

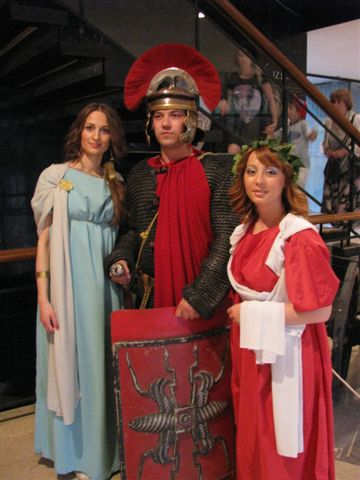
Déguisements dans le cadre de la Nuit des musées en 2009